# Parmotrema ravum
Parmotrema ravum är en lavart som först beskrevs av Krog & Swinscow, och fick sitt nu gällande namn av Sérus. Parmotrema ravum ingår i släktet Parmotrema och familjen Parmeliaceae.   Inga underarter finns listade i Catalogue of Life.